# Ганало
Ганало (урду گینالو) (6608 метров) — пик в Гилгит-Балтистане, Исламская Республика Пакистан. Входит в массив Нангапарбат, входящий в горную систему Гималаи.
Пик Ганало можно разглядеть из национального парка Фэйри-Медоус, находящегося высоко над рекой Инд.